# Metalocyklické sloučeniny

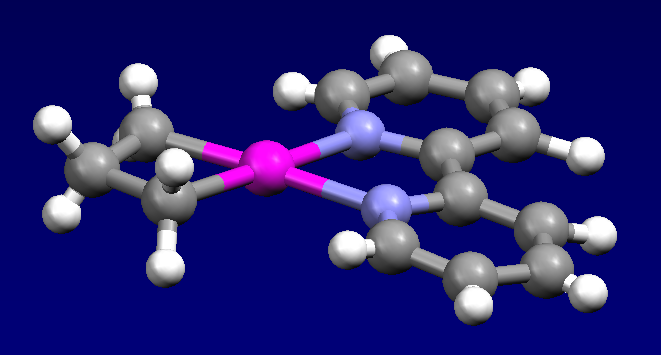
Struktura platinacyklobutanového komplexu PtC_{3}H_{6}(bipy) získaného aktivací cyklopropanu

Metalocyklické sloučeniny jsou heterocyklické sloučeniny odvozené od karbocyklů náhradou jednoho nebo více atomů uhlíku atomy kovu;
Metalocykly jsou často reaktivními meziprodukty katalytických reakcí, například při metatezích olefinů a trimerizacích alkynů. V organické syntéze se vyskytuje řízená orthometalace, reakce často používaná k funkcionalizaci arenů pomocí aktivace vazby uhlík-vodík.
Atomy kovů v cyklech narušují geometrii molekul, protože jsou většinou velké oproti atomům uhlíku.

## Názvosloví
Metalocykly jsou obvykle cyklické sloučeniny s dvěma vazbami uhlík-kov.

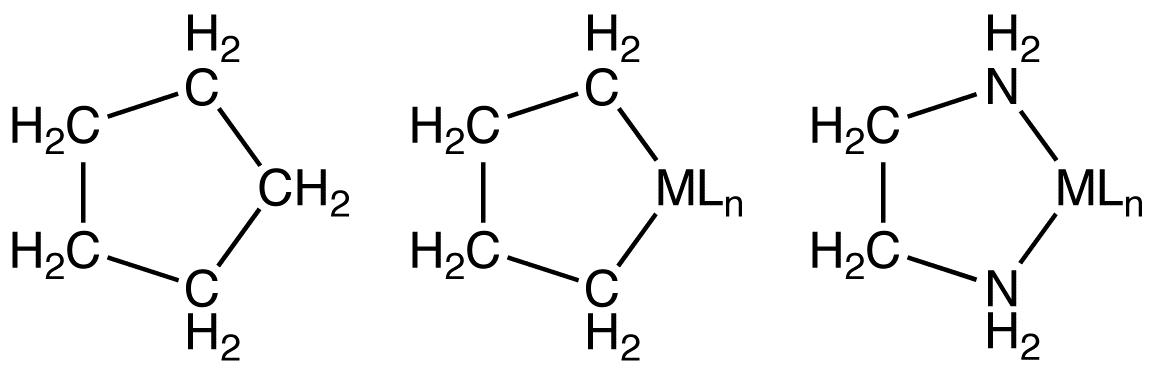
Struktura karbocyklického (cyklopentanu), metalocyklu (metalocyklopentanu) a kovu chelatovaného s ethylendiaminem, cyklu obsahujícího kov, který nebývá řazen mezi metalocykly

Je známo mnoho sloučenin, v jejíchž cyklech se vyskytují atomy kovů, patří sem například chelátové kruhy. Tyto sloučeniny se obvykle nepovažují za metalocyklické. V koordinační a supramolekulární chemie se sem řadí mimo jiné metalocrowny, metalokryptandy a metalohelixy.

## Skupiny metalocyklů

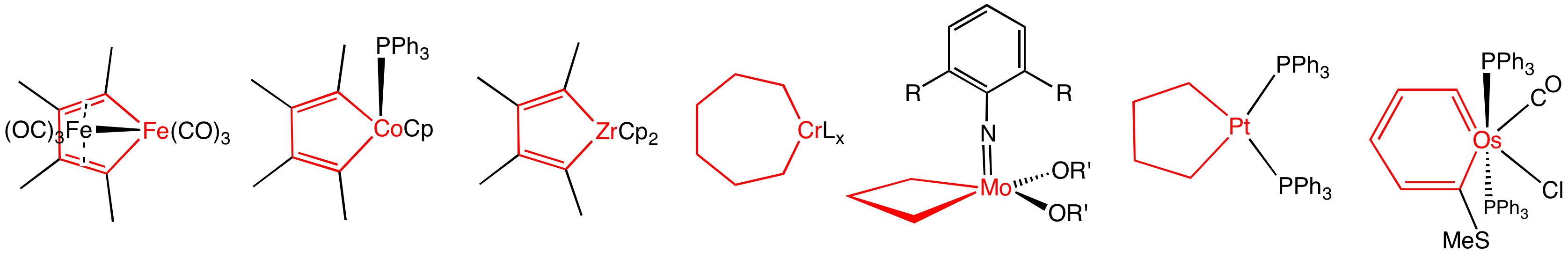
Příklady metalocyklických sloučenin; zleva: ferrol, kobaltacyklopentadien (meziperodukt trimerizace alkenů), zirkonacyklopentadien, chromacykloheptan (meziprodukt trimerizace ethenu), molybdacyklobutan, platinacyklopentan a osmabenzen

Za nejjednodušší metalocykly lze považovat komplexy kovů s alkeny, ty se ovšem mezi metalocykly obvykle nezařazují. V Dewarově–Chattově–Duncansonově modelu je jednou z rezonančních struktur M(η2-alkenového) centra metalocyklopropan.

### Metalocyklobutany
Základní sloučeninou pro metalocyklobutany je LnM(CH2)3 (L je ligand navázaný na kov M.) Příkladem stabilní sloučeniny tohoto typu je (PPh3)2Pt(CH2)3; připraven byl oxidační adicí cyklopropanu na platinu.

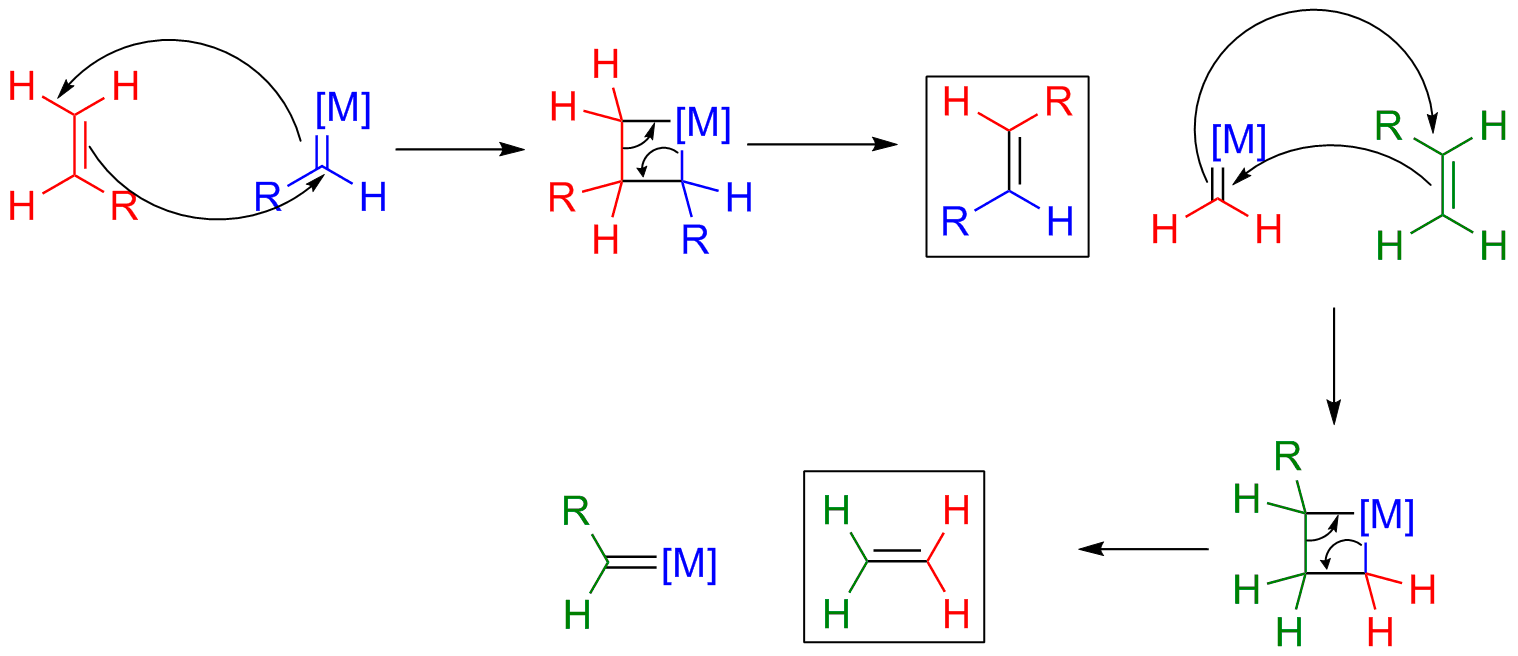
Chauvinův mechanismus metateze olefinů

Metallocyklobutany jsou meziprodukty metateze alkenů a oligomerizace a dimerizace ethenu. Při metatezi alkenů dochází k ataku alkenu na elektrofilním karbenu kovu, sloužícím jako katalyzátor.

### Metalocyklopentadieny a metalobenzeny
Základní metalocyklopentadien má vzorec LnM(CH)4. Většina metalocyklopentadienů vzniká reakcemi mezi dvěma alkyny a organickými sloučeninami kovů s nízkými oxidačními čísly, například Co+ a Zr2+. Některé metalocyklopentadieny (například ty, které obsahují Co nebo Ni) jsou meziprodukty při trimerizacích alkynů na areny katalyzovaných pomocí kovů. Jiné, jako jsou deriváty Ti a Zr, se používají ve stechiometrických množstvích; například zirkonacyklopentadien (Cp2ZrC4Me4) je dobrým nosičem C4Me42−. Některé z prvních známých metalocyklů patří mezi ferroly, což jsou dimetalocyklopentadienové komplexy se vzorcem Fe2(C2R4)(CO)6. Lze je připravit reakcemi alkynů a také desulfurizací thiofenů.
Základní molekula pro metalocyklobenzeny má vzorec LnM(CH)5. Tyto sloučeniny je možné považovat za deriváty benzenu, u kterých je CH centrum nahrazeno komplexem přechodného kovu.

### Metalocyklopentany
Základní molekulou pro metalocyklopentany je LnM(CH2)4. Metalocyklopentany se vyskytují jako meziprodukty kovy katalyzovaných dimerizatcí, trimerizací a tetramerizací ethenu na but-1-en, hex-1-en a okt-1-en.
Metalocyklopentany mají význam při syntéze katalyzátorů metateze alkenů z ethenu a oxidů kovů. Metalocyklopentanové meziprodukty se izomerizují na metalocyklobutany, z nichž se následně odštěpí propen a vytvoří se alkylideny.

## Orthometalace

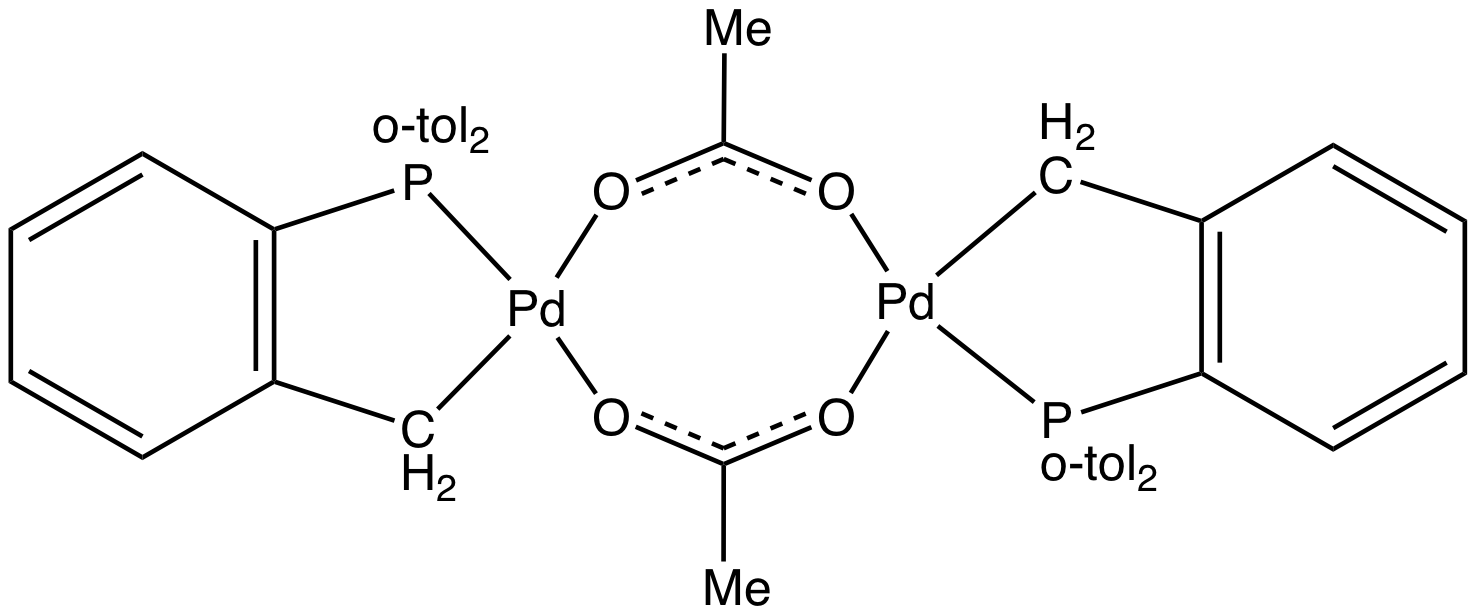
Struktura palladacyklického katalyzátoru

Metalocyklické sloučeniny často vznikají cyklizací donorových ligandů obsahujících arenová jádra, například arylfosfinů a arylaminů. Příkladem může být cyklizace IrCl(PPh3)3 za vzniku příslušného iriditého hydridu obsahujícího čtyřčlenný IrPCC kruh.
Palladnaté a platnaté sloučeniny jsou schopné orthometalace aromatických ligandů, jako jsou například azobenzen, benzylaminy a 2-fenylpyridiny.
Na tyto reakce mají velký vliv substituenty, které mohou vytvářet například Thorpeův-Ingoldův efekt.
Ligandy neobsahující arylové substituenty někdy způsobují cyklometalace aktivacemi methylových skupin, příkladem může být vnitřní oxidační adice methylfosfinových ligandů.
Kromě tvorby metalocyklů probíhají také vedlejší reakce vedoucí k vnitromolekulárním C-H aktivacím. Z tohoto důvodu byly vyvinuty speciální ligandy, které jsou vůči orthometalaci odolné.